# 瑞维涅
瑞维涅（法語：Juvigné，法語發音：[ʒyviɲe]）是法国马耶讷省的一个市镇，属于拉瓦勒区。

## 地理
瑞维涅（48°13'47"N, 1°2'3"W）面积62.16 平方千米，位于法国卢瓦尔河地区大区马耶讷省，该省份为法国西北部内陆省份，北起芒什省和奧恩省，西接伊勒-维莱讷省，南至曼恩-卢瓦尔省，东临萨尔特省。
与瑞维涅接壤的市镇（或旧市镇、城区）包括：普兰塞、拉福雷新堡、拉克鲁瓦克西耶、埃尔内、蒙特奈、曼恩地区圣伊莱尔、圣皮埃尔德朗德、吕特雷-栋皮埃尔。

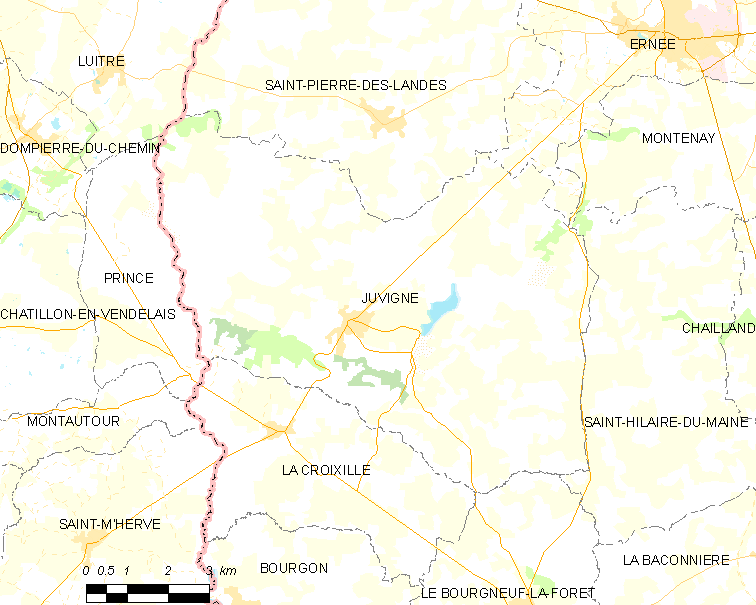
瑞维涅的OSM定位图

瑞维涅的时区为UTC+01:00、UTC+02:00（夏令时）。

## 行政
瑞维涅的邮政编码为53380，INSEE市镇编码为53123。

## 政治
瑞维涅所属的省级选区为埃尔内县。

## 人口

1962-2008年间瑞维涅人口变化图示

瑞维涅于2022年1月1日时的人口数量为1332人。